# Gà Lạc Thủy
Gà Lạc Thủy là một giống gà bản địa của Việt Nam, đây được coi là một giống gà đặc hữu và quý hiếm có nguồn gốc từ huyện Lạc Thủy tỉnh Hòa Bình và được nuôi từ khá lâu đời, chúng được đưa vào đối tượng để bảo tồn nguồn gen.